# Torneo de Rio de Janeiro 2016
El Rio Open 2016 fue un evento de tenis ATP World Tour de la serie 500, y de la serie WTA International de la Women's Tennis Association, que se disputó en Río de Janeiro (Brasil) entre el 15 y 21 de febrero de 2016.

## Cabezas de serie

### Individual masculino
| Tenista            | Ranking | Preclasificado |
| Rafael Nadal       | 5       | 1              |
| David Ferrer       | 6       | 2              |
| Jo-Wilfried Tsonga | 9       | 3              |
| John Isner         | 12      | 4              |
| Dominic Thiem      | 19      | 5              |
| Jack Sock          | 23      | 6              |
| Fabio Fognini      | 24      | 7              |
| Thomaz Bellucci    | 30      | 8              |

- Ranking del 8 de febrero de 2016

### Dobles masculino
| Tenista                           | Ranking | Preclasificado |
| Marcelo Melo Bruno Soares         | 11      | 1              |
| Juan Sebastián Cabal Robert Farah | 50      | 2              |
| Pablo Cuevas Fabio Fognini        | 53      | 3              |
| Nicholas Monroe Jack Sock         | 68      | 4              |

### Individual femenino
| Tenista           | Ranking | Preclasificada |
| Teliana Pereira   | 44      | 1              |
| Johanna Larsson   | 48      | 2              |
| Danka Kovinić     | 50      | 3              |
| Christina McHale  | 62      | 4              |
| Polona Hercog     | 83      | 5              |
| Lara Arruabarrena | 88      | 6              |
| Tatjana Maria     | 90      | 7              |
| Andreea Mitu      | 104     | 8              |

- Ranking del 8 de febrero de 2016

### Dobles femenino
| Tenista                               | Ranking | Preclasificada |
| Anastasia Rodiónova Stephanie Vogt    | 110     | 1              |
| Marina Erakovic Silvia Soler Espinosa | 201     | 2              |
| Danka Kovinić Andreea Mitu            | 214     | 3              |
| Verónica Cepede Royg María Irigoyen   | 215     | 4              |

## Campeones

### Individuales masculino
Pablo Cuevas venció a  Guido Pella por 6-4, 6-7(5), 6-4

### Individuales femenino
Francesca Schiavone venció a  Shelby Rogers por 2-6, 6-2, 6-2

### Dobles masculino
Juan Sebastián Cabal /  Robert Farah vencieron a  Pablo Carreño Busta /  David Marrero por 7-6(5), 6-1

### Dobles femenino
Verónica Cepede Royg /  María Irigoyen vencieron a  Tara Moore /  Conny Perrin por 6-1, 7-6(5)